# Myklebost
Myklebost är en  tätort i Ålesunds kommun i Møre og Romsdal fylke i västra Norge. Orten ligger på Ellingsøya, cirka elva kilometer nordöst om staden Ålesund.